# HTC Iris
HTC Iris，原廠型號HTC S640，是台灣宏達電公司所推出的智慧型手機，採用QWERTY全鍵盤，2007年11月於北美首度發表。客製版本HTC S640，Telus＆HTC S640。

## 技術規格
- 處理器：Qualcomm MSM7500 400MHz
- 作業系統：Windows Mobile 6 Standard
- 記憶體：ROM：256MB，RAM：128MB
- 尺寸：101 毫米 X 59.6 毫米 X 13.9 毫米
- 重量：112g（含電池）
- 螢幕：QVGA 解析度、2.8 吋 TFT-LCD 平面式觸控感應螢幕
- 網路：CDMA2000 1x RTT/CDMA2000 1x EV-DO
- Wi-Fi：IEEE 802.11 b/g
- 藍牙：Bluetooth 2.0
- 相機：200萬畫素相機，支援自動對焦功能
- 電池：1200mAh充電式鋰或鋰聚合物電池

## 外部連結
- HTC S640 概觀
- HTC S640 技術規格